# 375 Ursula

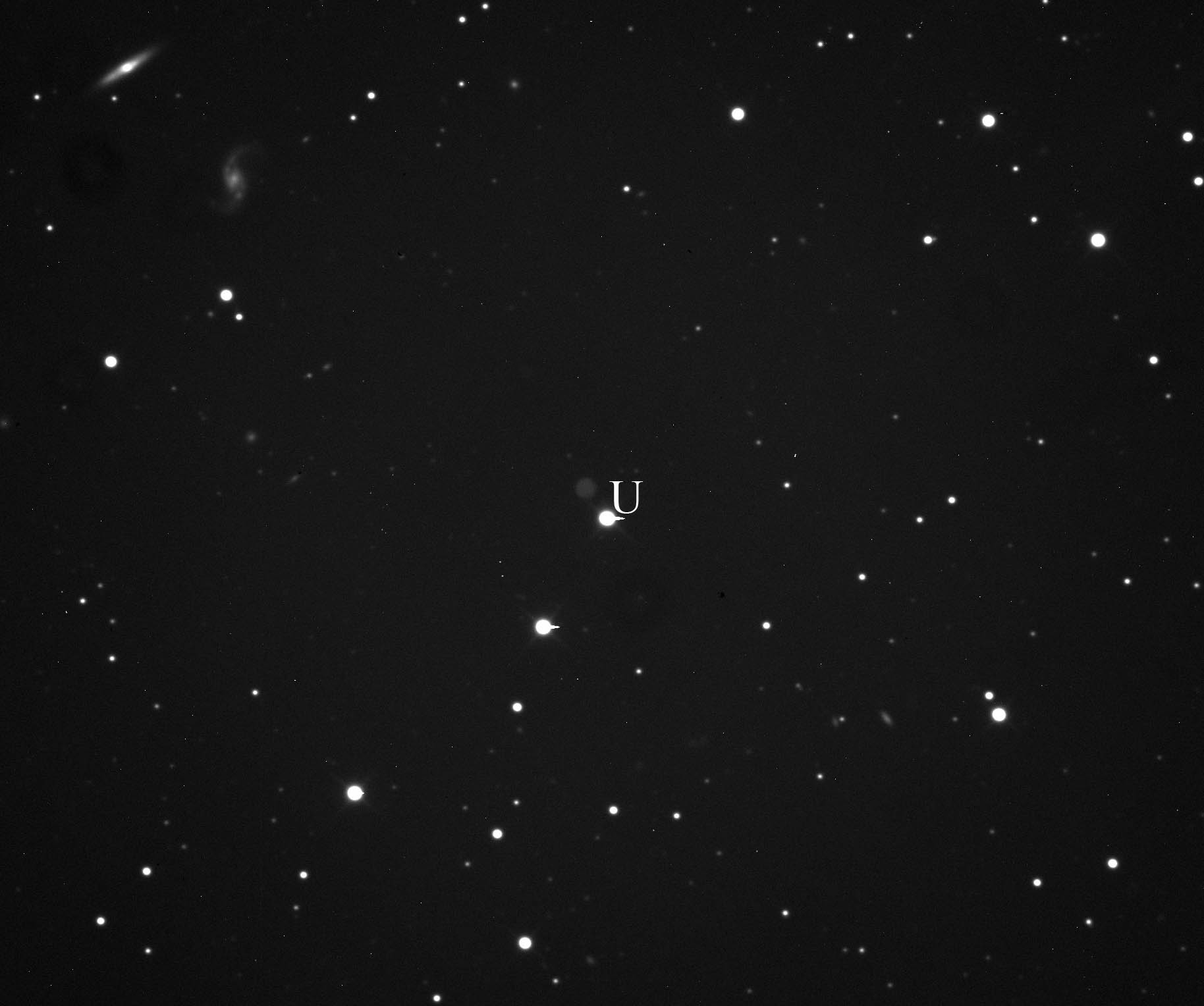
375 Ursula

375 Ursula eller A893 SB är en av de största asteroiderna i asteroidbältet. Den upptäcktes 18 september 1893 av den franske astronomen Auguste Charlois i Nice. Ursprunget till namnet är okänt.
Den tillhör och har givit namn åt asteroidgruppen Ursula.
Ockultationer av stjärnor har observerats flera gånger.